# Andolsheim

Andolsheim este o comună în departamentul Haut-Rhin din estul Franței. În 2009 avea o populație de 2.210 de locuitori.

## Evoluția populației
| An        | 1975  | 1982  | 1990  | 1999  | 2006  | 2009  |
| --------- | ----- | ----- | ----- | ----- | ----- | ----- |
| Populație | 1.088 | 1.262 | 1.565 | 1.985 | 2.238 | 2.210 |